# باباك دهقانبيشه
باباك دهقانبيشه (بالإنجليزية Babak Dehghanpisheh) هو كبير المراسلين في رويترز يغطي الشرق الأوسط. شغل سابقًا منصب رئيس مكتب بغداد لمجلة نيوزويك ورئيس مكتب بيروت، وقام بتغطية سوريا لصحيفة واشنطن بوست. في العراق، قدم دهقانبيشه تقارير إخبارية عن أحداث تراوحت ما بين اعتقال صدام حسين وبروز رجال الدين الشيعة وإجراء أول انتخابات عراقية. كان قد اندمج مع إحدى طلائع وحدات المارينز التي اجتاحت الفلوجة في أواخر عام 2004 وكان أيضًا أحد الصحفيين القلائل الذين استطاعوا دخول سجن أبو غريب بعد فترة وجيزة من اندلاع الفضيحة.
قبل ذهابه إلى العراق، كتب دهقانبيشه تقارير اخبارية مكثفة عن حرب أمريكا على الإرهاب. كان على بعد مبنى واحد من البرج الشمالي لمركز التجارة العالمي حينما انهار وتم إيفاده إلى أفغانستان لتغطية الحرب بعد بضعة أسابيع. وقد أمضى العام التالي يقدم تقارير من أفغانستان وباكستان، متتبعًا خطوات مقاتلي القاعدة في تورا بورا ومتابعة تطور الحكومة الأفغانية الجديدة.
في السنوات الست المنصرمة، كتب دهقانبيشه في كثير من الأحيان تقاريره من إيران وشارك في تأليف ملف موجز للرئيس الإيراني محمود أحمدي نجاد. كما كتب دهقانبيشه من سوريا ومصر والأردن ولبنان، حيث بعث بتقاريره الصحفية من الخطوط الأمامية لـمقاتلي حزب الله أثناء الحرب مع إسرائيل في صيف 2006.
حاز دهقانبيشه على جوائز تقديرية عدة لتغطيته الصحفية، ففي عام 2014، تشارك في الحصول على جائزة جيرالد لوب لصحافة الأعمال التفسيرية.
في عام 2003 كان أحد المرشحين لجائزة ليفينغستون للصحفيين الشباب عن تغطيته الصحفية للعراق.
في خريف عام 2002، كان دهقانبيشه المراسل الرئيسي لـ «جرائم الحرب في أفغانستان»، التي فازت بالجائزة الوطنية للعناوين الرئيسية وكان أحد المرشحين النهائيين لجائزة المجلة الوطنية للخدمة العامة.
كما فاز بجائزة الصحفي الشاب من جمعية الناشرين في آسيا عام 2003 عن تغطيته الصحفية لأفغانستان.
عمل دهقانبيشه لأول مرة في مجلة نيوزويك كصحفي مستقل في مكتب جوهانسبرج للمجلة، ثم عاد إليها كمتدرب في مكتب مدينة نيويورك في صيف عام 2001، ومنذ ذلك الحين، عمل على أكثر من 25 قصة غلاف رئيسية للمجلة، وساهم أيضًا في تغطية الحرب التي حصلت على جائزة مجلة نيوزويك الوطنية لعام 2004 للتميز العام، وظهر بانتظام على قنوات CNN وMSNBC وFox وNPR .
ولد دهقانبيشه من أب إيراني وأم أمريكية، وهو حاصل على درجة البكالوريوس في إدارة الأعمال وشهادة الماجستير في الاتصال الجماهيري في الصحافة من جامعة ولاية أريزونا، وحصل على زمالة Knight في جامعة ستانفورد للعام 2008-2009.
في عام 2014، حصل على جائزة الصحافة الاستقصائية من جائزة الصحافة الأوروبية مشاطرةً مع الصحفي ستيف ستيكلو والصحفية يغانه تُربتي لتقريرهم الاستقصائي الموسوم «أصول آية الله»، الذي نشرته رويترز.